# Józef Jóźwik
Józef Jóźwik (ur. 13 marca 1873 w Białyninie, zm. 24 sierpnia 1948 w Warszawie) – ksiądz katolicki, więzień łagru na Sołowkach. 

## Życiorys
Jego rodzicami byli Franciszek Jóźwik (1841-1910) i Katarzyna zd. Jeż (1847 - 1906). Święcenia kapłańskie otrzymał 25 grudnia 1910 roku w Sankt Petersburgu..
Należał do archidiecezji mohylewskiej. Szkołę średnią ukończył w Kijowie (I państwowe gimnazjum kijowskie), po czym wstąpił do seminarium duchownego w Petersburgu. Po seminarium skierowany został do pracy do parafii Darewo-Swojatycze k. Baranowicz. Po siedmiu miesiącach pobytu w tej miejscowości na stanowisku wikariusza został w połowie 1911 roku na rozkaz gubernialnych władz carskich skierowany do Irkucka i Jakucka na stanowisko wikariusza tamtejszej parafii. Na Syberii pracował ponadto w Wierchowieńskiej Czucie i w Mandżurii. W roku 1916 został przeniesiony do Kostromy w Rosji europejskiej. W Kostromie objął stanowisko kapelana oratorium pw. Niepokalanego Poczęcia NMP. W tym samym roku został uwięziony przez władze carskie pod zarzutem zdrady państwa. Zarzucano mu między innymi nielegalne przewiezienie za granicę pułkownika Hr. Łubieńskiego. Po zakończeniu śledztwa, które trwało cały rok, został przewieziony do Moskwy i stanął przed sądem wojennym. Siedmiodniowa rozprawa sądowa nie udowodniła mu winy. Po zwolnieniu z więzienia powrócił do Kostromy. 
W 1923 mianowany został administratorem pięciu innych jeszcze parafii w europejskiej części Rosji. Były to: Jarosławl n. Wołgą, Rybińsk, Wołogda, Archangielsk i Tuła. Aresztowany 22 sierpnia 1928 roku  po rewizji, w czasie której znaleziono notes z intencjami mszy św., który potraktowano jako dowód przestępstwa. Jego aresztowanie odbyło się w Moskwie na ulicy. Ponoć został aresztowany przez oficerów GPU mówiących po polsku. Został oskarżony o szpiegostwo na rzecz Polski, Francji i Włoch. Po rocznym śledztwie, w czasie którego przebywał w więzieniu na Bolszoj Łubiance w Moskwie, został na podstawie art. 586 KK ZSSR skazany przez GPU na karę śmierci. Karę tę zamieniono mu na 10 lat łagru na Wyspach Sołowieckich. Koniec wyroku określono mu na 6 sierpnia 1938. 
Na "Sołówkach" znalazł się 22 maja 1929 roku. W pierwszej połowie 1930 roku przebywał na wyspie Anzer na robotach leśnych w grupie około 30 księży katolickich. Na posiedzeniu władz USŁag  9 lipca 1932 na Sołówkach, kończącym śledztwo w sprawie rzekomo zorganizowanego tam zwartego antysowieckiego ugrupowania wśród więzionych 32 księży katolickich, odnośnie do jego osoby podjęto decyzję: Trzymać na wyspach w izolacji od innych księży do końca wyroku. W łagrze na Sołówkach przebywał do połowy roku 1932. Dzięki ostatniej wymianie więźniów 15 września 1932 roku razem z 17 innymi uwalnianymi z ZSSR księżmi przybył do Polski. 
W 1937 w czasie masowych aresztowań Polaków w ZSSR NKWD rzekomo wykryło polską kontrrewolucyjną antysowiecką organizację nacjonalistyczną. Jej członkami mieli być byli parafianie ks. Jóźwika z Jarosławia, Rybińska i Kostromy, wcześniej jakoby zwerbowani przez niego. On sam został zaocznie oskarżony o kierowanie nią. Większość z aresztowanych wówczas 23 osób została rozstrzelana. W 1957 zostali rehabilitowani na podstawie orzeczenia Moskiewskiego Sądu Wojsk. W Polsce ks. Jóźwik podjął pracę w archidiecezji  warszawskiej jako kapelan i katecheta w Guzowie, ściągnięty tam osobistym staraniem Hrabiego Adama Sobańskiego. 1 lipca 1939 został mianowany kapelanem szpitala Dzieciątka Jezus w Warszawie. W czasie Powstania Warszawskiego udzielał kapłańskiej posługi walczącym Powstańcom. W szpitalu Dzieciątka Jezus pozostał do 1948 roku. 
Ostatnie dni życia spędził na plebanii u swojego brata Henryka Jóźwika - proboszcza parafii w Nowym Dworze pod Warszawą. Tam też zmarł dnia 24 sierpnia 1948 roku. Zgodnie z ostatnia wolą po śmierci został przewieziony do rodzinnej miejscowości i pochowany w grobie rodzinnym na cmentarzu przykościelnym w parafii Białynin.